# Siccia flava
Siccia flava är en fjärilsart som beskrevs av Van Eecke 1927. Siccia flava ingår i släktet Siccia och familjen björnspinnare. Inga underarter finns listade i Catalogue of Life.